# 印度尼西亞陸軍參謀長
印度尼西亞陸軍參謀長是印度尼西亞陆军中的最高职位。该职位由該國的四星上将出任，並且直接向印度尼西亞國民軍司令汇报。有一名副参谋长負責協助參謀長處理軍務，该职位由三星上将担任。